# Pedro Bartolomé Benoit
Pedro Bartolomé Benoit Vanderhorst (* 13. Februar 1921 in Samaná, Dominikanische Republik; † 5. April 2012 in Santo Domingo, Dominikanische Republik) war ein dominikanischer General der Luftwaffe und für wenige Tage (1. bis 7. Mai 1965) Präsident der Dominikanischen Republik während des Bürgerkriegs von 1965, nachdem die Regierung durch ein Triumvirat unter General Donald Reid Cabral aufgelöst worden war. Er war auch, zusammen mit den Generälen Enrique Apolinar Casado Saladín (Armee) und Olgo Santana Carrasco (Marine), Mitglied der Junta, die das Land am 25. April 1965 für wenige Stunden regierte.
Benoit war das fünfte von zehn Kindern von Daysi Vanderhorst und des Journalisten Pedro José Benoit, Gründer und Direktor der Zeitung Prensa Local, die mehr als 40 Jahre in seiner Heimatstadt erschien. Er war während über 70 Jahren mit der vor ihm verstorbenen Luisa Frómeta verheiratet, mit der er drei Kinder hatte: Pedro, Luis und Luisa Benoit Frómeta.